# Gamagaj
Gamagaj je třetí studiové album brněnské skupiny Čankišou hrající hudbu stylu world music. Vyšlo v roce 2004 ve vydavatelství FT Records.

## Seznam skladeb
Všechny skladby napsal(i) Čankišou, pokud není uvedeno jinak. 
| Pořadí         | Název                           | Autor                                                | Délka |
| -------------- | ------------------------------- | ---------------------------------------------------- | ----- |
| 1.             | Tajo                            |                                                      | 4:06  |
| 2.             | Lebada Roti                     |                                                      | 3:50  |
| 3.             | Buri Na Laty                    |                                                      | 4:57  |
| 4.             | Sitta                           |                                                      | 3:26  |
| 5.             | Anay Yo (Otehi)                 |                                                      | 4:08  |
| 6.             | Gamagaj                         |                                                      | 6:33  |
| 7.             | Halovani                        | Mahmoud Fadl, Halawa Ya                              | 4:17  |
| 8.             | A Sta Libera                    |                                                      | 4:15  |
| 9.             | Pndapetzim                      |                                                      | 3:36  |
| 10.            | Henaá                           | Čankišou, inspirováno australským tradicionálem Bora | 5:04  |
| 11.            | Roq (hudba z filmu Nuda v Brně) | Jan Budař                                            | 1:10  |
| Celková délka: | Celková délka:                  | Celková délka:                                       | 45:53 |

## Obsazení
Čankišou
- Karel Heřman – zpěv
- Zdeněk Kluka – bicí, perkuse, balafon, blasakordeon, tahací harmonika, zpěv
- David Synák – flétny, didjeridoo, jinagovi, altsax, sopránsax, sbor
- Martin Krajíček – mandolína, kytary, sbor
- Jan Kluka – djembe, tarabuka, bicí, perkuse, yarin, sbor
- Roman Mrázek – baskytara, sbor
- René Senko – tenorsax, sbor

Hosté
- Dorota Barová – violoncello, zpěv (3, 6, 8)
- Radovan Král – trumpeta (9)
- Ivana Hloušková a Eva Vrbková – sbory (3)
- Dead Dog Singers – indiánské zpěvy (5)